# Nino Sutidse
Nino Sutidse (georgisch ნინო სუთიძე; * 27. März 1992 in Zware) ist eine georgische Fußballnationalspielerin.

## Karriere

### Verein
Sutidse startete ihre Karriere mit dem FC Iweria in Chaschuri. Im Sommer 2008 verließ sie den FC Iweria Chashuri und wechselte in die Seniorenmannschaft von Norchi Dinamoeli. Mit dem Verein aus Tiflis gewann sie in der Saison 2008/09 die Meisterschaft und nahm 2009 an der UEFA Women’s Champions League teil und spielte bis zum Ausscheiden, in allen drei Spielen durch. Nach zwei Jahren kehrte sie den Verein aus Tiflis den Rücken und ging zum Ligarivalen FC Baia Sugdidi. Sie nahm für FC Baia Sugdidi ebenfalls an zwei UEFA Women’s Champions League Turnieren teil, bevor sie am 2. Dezember 2011 zum türkischen Meister Konak Belediyespor ging.

### Nationalmannschaft
Sutidse steht im Kader für die georgische Fußballnationalmannschaft der Frauen. Seit ihren Debüt am 3. März 2011 gegen die maltesische Nationalmannschaft lief sie in fünf weiteren Länderspielen für Georgien auf.